# Nanteuil-la-Fosse
Nanteuil-la-Fosse – miejscowość i gmina we Francji, w regionie Hauts-de-France, w departamencie Aisne.
Według danych na styczeń 2014 roku gminę zamieszkiwało 157 osób, a gęstość zaludnienia wynosiła 21,4 osób/km².